# Full Force Gale
«Full Force Gale» es una canción del músico norirlandés Van Morrison publicada en el álbum de 1979 Into the Music y como sencillo el mismo año.
Según el biógrafo Brian Hinton, ""Full Force Gale" tiene la alegría de la mejor interpretación gospel", y ve a Van Morrison "levantado por el Señor... al igual que con William Wordsworth, lo divino es percibido no por enseñanzas religiosas sino naturales". Cuando el biógrafo Steve Turner preguntó a Morrison sobre el tema del renacimiento que es citado a menudo en sus canciones, Morrison contestó: "Escribí una canción llamada "Full Force Gale" en la que dije: "'No matter where I roam / I will find my way back home / I will always return to the Lord' (lo cual puede traducirse al español como: "No hay problema por dónde vago, / encontraré el camino de vuelta a casa, / siempre retornaré al Señor"). Esa es la respuesta para mí. No importa lo que pueda decir ahora, eso es lo que siento".
La reseña de Allmusic recalcó: "Básicamente una enérgica melodía pop, Morrison canta con su gran fervor y compromiso, entregando simples pareados como: "In the gentle evening breeze / In the whispering shady trees / I will find my sanctuary in the Lord" (lo cual puede traducirse al español como: "En la suave brisa de la noche, / a la sombra de los árboles susurrantes / encontraré mi santuario en el Señor") con inmensa habilidad. Los arreglos son también magníficos, con una parte de violín particularmente alegre".
"Full Force Gale" fue también publicado en los álbumes recopilatorios de 1990 The Best of Van Morrison y de 2007 Still on Top - The Greatest Hits, además de en el álbum en directo de 1984 Live at the Grand Opera House Belfast.

## Personal
- Van Morrison: voz y guitarra
- Herbie Armstrong: guitarra
- Ry Cooder: guitarra slide
- Pee Wee Ellis: saxofón tenor
- David Hayes: bajo
- Mark Isham: trompeta
- Mark Jordan: piano
- Toni Marcus:  violín
- Katie Kissoon: coros
- Peter Van Hooke: batería

## Versiones
Elvis Costello realizó una versión de "Full Force Gale" para el álbum tributo a Morrison No Prima Donna: The Songs of Van Morrison posteriormente publicada en su álbum de 1995 Kojak Variety.